# العيون (ام الكردان)
العيون هو دُوَّار يقع بجماعة أم الڭردان، إقليم طاطا، جهة سوس ماسة في المملكة المغربية. ينتمي الدوّار لمشيخة ام الكردان التي تضم دوارين. يقدر عدد سكانه بـ 487 نسمة حسب الإحصاء الرسمي للسكان والسكنى لسنة 2004.

## روابط خارجية
- البوابة الوطنية للجماعات الترابية
- المندوبية السامية للتخطيط